# Paraechinus
Paraechinus — рід ссавців родини їжакових. Етимологія: грец. παρά — «поруч», грец. ἐχῖνος — їжак.

## Морфологія
Морфометрія. Довжина голови й тіла: 140—272 мм, довжина хвоста: 10—40 мм. Найважчий самець Paraechinus micropus важив 435 гр.
Опис. Забарвлення дуже різне в межах цього роду. Також Paraechinus схильні до меланізму та альбінізму. Голки можуть вміщувати темно-коричневий, чорний, білий чи жовтий кольори. Забарвлення нижніх частин тіла варіює від коричневого до білого.

## Спосіб життя
Види роду Paraechinus населяють пустелі та пустельні області, вони головним чином наземні та нічні. Paraechinus micropus копають нори довжиною 457 мм, які мають один вхід. Це більше осілий вид, який тримається біля своєї нори цілий рік. Він не впадає в зимову сплячку, але може оціпеніло перебувати в своїй норі, якщо їжі чи води недостатньо. Paraechinus hypomelas видається найбільш мандрівним з їжакових і не є активним копачем нір. Раціон складається з комах, але включає також небагато рослинного матеріалу, скорпіонів, яйця птахів, що влаштовують гнізда на землі. P. micropus надлишок їжі несуть у нори, роблячи запаси і здається зовсім не вживають рослинний матеріал. P. hypomelas їдять фрукти так само як комах та дрібних хребетних. У неволі особини P. micropus виживали без води та їжі від 4 до 6 місяців. Види роду Paraechinus солітарні. Кількість народжуваних за один раз дитинчат варіює від одного до шести, але нормальним для P. hypomelas є народжувати 3—4 дитинча, для P. micropus 1—2. Вага новонароджених Paraechinus aethiopicus 8—9 грам, відлучаються від молока вони у 40-денному віці. У неволі P. hypomelas живуть до 7 років 2 місяців.